# Tsukasa Yoshida
Pour les articles homonymes, voir Yoshida.
Tsukasa Yoshida (芳田 司, Yoshida Tsukasa), née le 5 octobre 1995 à Kamigyō-ku (Kyoto), est une judokate japonaise luttant dans la catégorie des moins de 57 kg, poids légers. Elle remporte ses premières médailles internationales en 2017, l'or aux championnats d'Asie puis l'argent aux championnats du monde. L'année suivante, elle remporte le titre de championne du monde. Lors des mondiaux 2019, elle remporte une nouvelle médaille d'argent.

## Biographie
Tsukasa Yoshida devient championne d'Asie des moins de 20 ans en 2012. En 2014, elle remporte une médaille de bronze lors du Grand Slam de Tokyo. L'année suivante, elle remporte le Grand Slam de Tyumen, battant en finale la Roumaine Corina Caprioriu puis termine troisième du tournoi de Paris. Elle remporte enfin d'année le Grand Slam de Tokyo en s'imposant en finale face à la Française Hélène Receveaux. En 2016, elle remporte deux nouveaux grands tournois internationaux, le Grand Slam de Bakou, face à la Britannique Nekoda Smythe-Davis, puis pour la deuxième fois le Grand Slam de Tyumen, face à la Russe Daria Mezhetckaia. En fin d'année, elle s'impose pour la deuxième fois au tournoi de Tokyo, face à sa compatriote Nae Udaka.
Avec seulement deux défaites en deux ans, par la Coréenne Kwon Youjeong lors de édition 2016 du tournoi de Paris, puis de nouveau par Kwon Youjeong lors du l'édition suivante du même tournoi, elle remporte les championnats asiatiques de Hong Kong. En août, elle s'impose en demi-finale des championnats du monde à Budapest face à Hélène Receveaux. Elle remporte finalement la médaille d'argent, battue en finale par Dorjsürengiin Sumiyaa,. Lors de ces mondiaux, elle participe également à la victoire de l'équipe japonaise mixte lors de la compétition par équipes. En fin d'année, elle s'impose lors du tournoi de Tokyo avant de s'incliner en finale du Masters mondial de Saint-Pétersbourg face à la Mongole Dorjsürengiin Sumiyaa.
Lors de l'année 2018, elle est battue en finale du tournoi de Paris face à la Canadienne née Japonaise Christa Deguchi. Elle retrouve cette dernière en demi-finale des Mondiaux de Bakou, s'imposant par waza-ari  avant de remporter le titre en battant la Britannique Nekoda Smythe-Davis grâce à un ippon. Elle remporte également le titre par équipes. En fin d'année, elle remporte Masters mondial, disputé à Guangzhou face à la Kosovare Nora Gjakova.
L'année suivante, elle remporte un nouveau tournoi Grand Chelem, celui de Düsseldorf puis s'incline lors du Grand Slam de Bakou face à Rafaela Silva. Lors des Championnats du monde de Tokyo, elle retrouve Christa Deguchi en finale, s'inclinant face à cette dernière par waza-ari lors du golden score. Elle remporte son troisième titre consécutif lors de la compétition par équipes mixte, en battant la France.

## Palmarès

### Compétitions internationales
| Année | Compétition                             | Lieu      | Résultat | Catégorie      |
| ----- | --------------------------------------- | --------- | -------- | -------------- |
| 2012  | Championnats d'Asie des moins de 20 ans | Taipei    | 1re      | Moins de 57 kg |
| 2017  | Championnats d'Asie                     | Hong Kong | 1re      | Moins de 57 kg |
| 2017  | Championnats du monde                   | Budapest  | 2e       | Moins de 57 kg |
| 2018  | Championnats du monde                   | Bakou     | 1re      | Moins de 57 kg |
| 2019  | Championnats du monde                   | Tokyo     | 2e       | Moins de 57 kg |
| 2021  | Jeux olympiques                         | Tokyo     | 3e       | Moins de 57 kg |

Outre ses médailles individuelles, elle obtient des médailles dans des compétitions par équipes
| Année | Compétition                   | Lieu     | Résultat |
| ----- | ----------------------------- | -------- | -------- |
| 2017  | Championnats du monde (mixte) | Budapest | 1re      |
| 2018  | championnats du monde (mixte) | Bakou    | 1re      |
| 2019  | Championnats du monde (mixte) | Tokyo    | 1re      |
| 2021  | Jeux olympiques (mixte)       | Tokyo    | 2e       |

### Tournois Grand Chelem et Grand Prix
| Année | Compétition              | Lieu              | Résultat | Catégorie      |
| ----- | ------------------------ | ----------------- | -------- | -------------- |
| 2014  | Grand Slam Tokyo         | Tokyo             | 3e       | Moins de 57 kg |
| 2015  | Grand Slam de Tyumen     | Tioumen           | 1re      | Moins de 57 kg |
| 2015  | Grand Slam Tokyo         | Tokyo             | 1re      | Moins de 57 kg |
| 2016  | Grand Slam de Bakou      | Bakou             | 1re      | Moins de 57 kg |
| 2016  | Grand Slam de Tyumen     | Tyumen            | 1re      | Moins de 57 kg |
| 2016  | Grand Slam Tokyo         | Tokyo             | 1re      | Moins de 57 kg |
| 2017  | Tournoi de Paris         | Paris             | 3e       | Moins de 57 kg |
| 2017  | Grand Slam Tokyo         | Tokyo             | 1re      | Moins de 57 kg |
| 2017  | Masters mondial          | Saint-Pétersbourg | 2e       | Moins de 57 kg |
| 2018  | Tournoi de Paris         | Paris             | 2e       | Moins de 57 kg |
| 2018  | Masters mondial          | Guangzhou         | 1re      | Moins de 57 kg |
| 2019  | Grand Slam de Düsseldorf | Düsseldorf        | 1re      | Moins de 57 kg |
| 2019  | Grand Slam de Bakou      | Bakou             | 2e       | Moins de 57 kg |
| 2021  | Masters mondial          | Doha              | 1re      | Moins de 57 kg |
| 2022  | Masters mondial          | Jérusalem         | 3e       | Moins de 57 kg |